# Костенко, Владимир Александрович
Владимир Александрович Костенко (род. 1945) — советский и российский биатлонист, тренер по биатлону. Заслуженный тренер РСФСР.

## Биография
Родился в 1945 году. В 1964 году начал заниматься биатлоном. Выступал за СДСО «Буревестник» (Ленинград), тренировался под руководством В. П. Смирнова и В. П. Чудинова. Участвовал во многих соревнованиях, был победителем и призёром чемпионатов Ленинграда, победителем Всесоюзной универсиады (1969). В 1969 году был удостоен звания Мастера спорта СССР. В том же году окончил ГДОИФК имени П. Ф. Лесгафта.
После окончания выступлений перешёл на тренерскую работу. Был тренером ленинградского ДСО «Зенит» в 1972—82 гг., а также старшим тренером ШВСМ по зимним видам спорта в Ленинграде (а также одним из её организаторов). В 1972—82 гг. — старший тренер сборной Ленинграда. Государственный тренер сборной СССР по Ленинграду и Ленинградской области в 1987—92 гг.
В 1992 году был удостоен звания Заслуженного тренера РСФСР. Воспитал множество выдающихся спортсменов, среди них — Л. Кадров, Б. Заварин, а также В. Драчев, серебряный и бронзовый призёр Олимпийских игр, многократный победитель и призёр чемпионатов Европы и Мира.
Имел статус судьи республиканской категории.
С 1992 года — специалист и главный специалист Спорткомитета при Администрации Санкт-Петербурга. Впоследствии — член тренерского совета Ленинграда и Санкт-Петербурга и член совета Союза биатлонистов России. В течение некоторого времени был президентом Федерации фристайла СССР и главным тренером по биатлону сборной команды Санкт-Петербурга.